# 可児藤吉
可児 藤吉（かに とうきち、1908年1月1日 - 1944年7月18日）は、日本の群集生態学者。
「河川形態型」を提唱し、今西錦司と共に棲み分け理論の基礎を築いたが、陸軍に徴兵され、サイパンの戦いで戦死した。

## 人物・生涯
1908年、岡山県勝田郡勝間田町（現：勝田郡勝央町）に生まれる。京都帝国大学農学部卒。河川の蛇行と、河床形態である瀬と淵に注目し、「河川形態型」を提唱した。また、昆虫が生息するそれぞれの環境を研究することで今西錦司とともに「棲み分け理論」の基礎を築いた。「河川形態型」が発表された同年、太平洋戦争において36歳という若さでサイパン島にて戦死した。藤吉の墓は勝央町勝間田の共同墓地にある。

### 略年譜
- 1908年（明治41年）1月1日 - 岡山県勝田郡勝間田町（現在の勝田郡勝央町）にて出生[2]
- 1922年（大正11年）4月（14歳） - 旧制岡山県立津山中学校（現在の岡山県立津山高等学校）へ入学[2]
- 1927年（昭和2年）4月（19歳） - 旧制大阪府立浪速高等学校（現在の大阪大学）理科乙類へ入学[2]
- 1930年（昭和5年）4月（22歳） - 京都帝国大学農学部農林生物学科へ入学(指導教員:湯浅八郎、専攻:昆虫学)[2]
- 1933年（昭和8年）3月（25歳） - 京都帝国大学農学部農林生物学科を卒業(卒業論文「ノミの触角の比較形態学的研究」)[2]
- 1933年（昭和8年）4月（25歳） - 京都帝国大学大学院（農学）へ入学[2]
- 1934年（昭和9年）1月～3月（26歳） - 旧制福井県立武生中学校（現在の福井県立武生高等学校）にて臨時講師として勤務[2]
- 1938年（昭和13年）4月（30歳） - 京都帝国大学大学院にて専攻を農学から理学へ変え、動物学教室で研究を行う(指導教員:川村多実二)[2]
- 1938年（昭和13年）9月20日（30歳） - 臨時招集（岡山歩兵第10連隊）を受けたが、即日帰郷となる[2]
- 1943年（昭和18年）12月10日（35歳） - 臨時招集により陸軍二等兵として中部軍司令部（大阪）へ配属後、中部防空集団（中部427部隊）機関砲第2大隊（大阪）第3中隊に編入[2]
- 1944年（昭和19年）3月15日（36歳） - パラオ派遣第31軍第14師団歩兵第15連隊へ編入[2]
- 1944年（昭和19年）5月16日（36歳） - サイパン島へ上陸[2]
- 1944年（昭和19年）6月10日（36歳） - 陸軍歩兵一等兵に昇進[2]
- 1944年（昭和19年）7月18日（36歳） - サイパンの戦いでタポーチョ山において戦死[2]

## 河川形態型とは
河川における上流、中流、下流の形態を特徴的に示すことによって河川そのものの保護や維持、生息する生態系の保護に広く利用されている方法。以下の組み合わせによって河川の形態を分類する。A型にはa型が、B型にはb型またはc型が対応する特徴を持ち、Aa型、Bb型、Bc型にして表すことによって上流、中流、下流の典型的な特徴を示す。また、これらの各型の移行型はAaBb型、BbBc型と表現することができる。
- 一つの蛇行区間における瀬と淵の出現形態とその数
  - A型：多くの瀬と淵が交互に連続して出現し、上流に多く見られる型。
  - B型：瀬と淵が一つずつだけ出現し、中～下流に多く見られる型。
- 瀬から淵への流れ込み方による分類
  - a型：滝のように激しく流れ込む型で上流に多い。
  - b型：比較的静かに流れ込むが水面が波立つ型で中流に多い。
  - c型：静かに流れ込み水面は殆ど波立たない型で下流に多い。

一般に、上流：Aa型（山地渓流型）→　AaBb移行型（中間渓流型）→　中流：Bb型（中流型）→　BbBc移行型（中下流型）→　下流：Bc型（下流型）である。

## 著作物
- 可児藤吉論文集　（PDFにて論文が閲覧可能）
- 『渓流棲昆虫の生態――カゲロウ・トビケラ・カワゲラその他の幼虫に就いて――』日本生物誌第四巻 昆虫上巻、1944年、研究社
- 『木曽王瀧川昆蟲誌　渓流昆蟲の生態學的研究』1952年（没後、京都大学の2年後輩であった森下正明の尽力により出版にこぎつけた）
- 『可児藤吉全集』1978年、思索社（森下正明、渋谷寿夫編『木曽王瀧川昆蟲誌 渓流昆蟲の生態學的研究』に加えさらに既発表の論文も加えられた。）